# Чёрный тюльпан (фильм)
«Чёрный тюльпан» (фр. La tulipe noire) — французский приключенческий кинофильм. Премьера состоялась 28 февраля 1964 года. Вопреки названию и соответствующей надписи в титрах фильм не имеет ничего общего с одноимённым романом Александра Дюма-отца (только несколько имён были взяты из романа, сюжет фильма с книгой почти никак не связан).
Натурные съёмки проходили в Испании, в том числе в городе Касерес. Интерьерные съёмки прошли на студии Victorine в Ницце.
В советском кинопрокате фильм занимает 20-е место по посещаемости среди зарубежных лент. Во время повторного выпуска в советский кинопрокат в 1984 году его посмотрели 28,9 млн зрителей при тираже 820 копий. Общая аудитория за два выпуска в прокат СССР составила 76,7 млн человек.

## Сюжет
1789 год, канун французской революции. В провинциальном городке сражается во имя народа таинственный и легендарный Чёрный Тюльпан — борец с монархией, под маской которого прячется местный повеса — граф Гийом де Сен-Прэ. Перед каждым своим нападением он посылает своей предстоящей жертве (аристократу) цветок черного тюльпана. Но на самом же деле Чёрный Тюльпан не более, чем вор, крадущий у богатых во имя бедных и прикарманивающий себе награбленное.
Гийом своими дерзкими налётами очень сильно портит жизнь мэру городка маркизу де Вигоню и префекту местной полиции барону Ля Мушу, а в свободное от приключений время приударяет за симпатичной молодой женой маркиза и вообще падок на красивых женщин. После очередного налёта, получив от маркиза очередной выговор, глуповатый, но упорный Ля Муш придумывает способ, как разоблачить таинственного грабителя — во время хитрой засады ему удаётся оставить шпагой на лице Тюльпана шрам, и теперь Гийому нельзя показаться на дворянском собрании у маркиза. Все дороги в городок перекрыты полицией, получившей указания во что бы то ни стало задержать человека со шрамом. Чтобы спастись, Гийом вынужден прибегнуть к помощи своего брата-близнеца Жюльена, который живёт в другом месте. Когда Жюльен приезжает в тайное убежище Гийома, тот раскрывается брату и даёт ему необходимые инструкции, после чего Жюльен занимает место Гийома в его городском доме. Несмотря на зеркальное сходство во внешности, характеры у братьев совершенно разные — в отличие от решительного, нахального, распутного и умеющего превосходно фехтовать Гийома, Жюльен — нежный, чувствительный, благовоспитанный и романтически настроенный юноша, поклонник Руссо, проникнутый идеями свободы, равенства и братства. Он не слишком силен в фехтовании и неважно ездит верхом, из-за чего во время поездки на собрание к маркизу падает с лошади.
Это обстоятельство приводит Жюльена к знакомству с прекрасной Каролиной Плантен, которая как раз направлялась в церковь на своё венчание. Она оказывает ему первую помощь, однако при этом Жюльен нечаянно увозит с собой её свадебный венок, и свадьба отменяется, хотя позже Каролина признаётся, что собиралась выйти замуж не по любви. На собрании маркиз де Вигонь сообщает о скором прибытии в городок полка под командованием князя де Гразийяка, направляющегося из Марселя в Париж для подавления революционно настроенных элементов. Ля Муш, в свою очередь, должен во что бы то ни стало обеспечить порядок в городке по случаю прибытия князя. Он гордо ответствует, что все держит под контролем, но тут же получает «привет» в виде чёрного тюльпана. Барон в гневе покидает прием, по-видимому, в очередной раз став посмешищем для всего собрания, но его злоключения в этот вечер только начинаются: он сталкивается с Чёрным Тюльпаном, который, в отместку за шрам, оставляет аналогичный на лице Ля Муша, а по возвращении в городок префекта арестовывают его собственные подчиненные по его же приказу. Как истинный сторонник революции, Жюльен, узнав о надвигающейся опасности, спешит к Гийому и натыкается на неожиданное равнодушие брата: Гийома совершенно не интересует политическая ситуация во Франции, да и вообще ничто, кроме себя. Вскоре к Гийому в его городской дом, где временно живёт Жюльен, приходит Каролина, которая всё так же думает, что перед ней Гийом. После краткого обмена любезностями Жюльен и Каролина открывают друг другу свои мысли и чувства. К тому же выясняется, что отец Каролины, месье Плантен, возглавляет местный комитет Сопротивления, ведущий подпольную борьбу в поддержку революции.
Торжественный приём, устроенный маркизом де Вигонем в честь командующего полком князя де Гразийяка, начинается не слишком благополучно, так как представители третьего сословия встретили карету князя «не черными тюльпанами, а красными помидорами», из-за чего князь появляется на приёме в скверном настроении. Тем временем месье Плантен и другие члены Сопротивления, воспользовавшись тем, что основные силы полиции сосредоточены на охране замка де Вигоня, готовятся взорвать мост и тем самым перекрыть дорогу на Париж. Жюльен мчится их предупредить о прибытии нового полицейского отряда и в итоге лично осуществляет подрыв моста. Не теряя времени, заговорщики похищают князя де Гразийяка и отвозят его на лесопилку. Князь, проведший не одну военную кампанию, достойно встречает известие о собственной казни и, а узнав, что его убьёт сам Чёрный Тюльпан (Жюльен продолжает выдавать себя за брата), готов выпить за собственную смерть. На радостях вся компания, кроме Жюльена и Каролины, изрядно напивается, после чего де Гразийяк, будучи пьяным, подписывает бумагу о передаче полномочий командира полка месье Плантену, и в соответствии с приказом Плантена полк отправляется обратно в Марсель. Но когда заговорщики возвращаются на лесопилку, их выслеживает Ля Муш. В суматохе протрезвевший де Гразийяк сбегает. В последний момент Каролине удается вырваться из окружения, но подмога приходит слишком поздно: Жюльена, под именем Гийома, приговаривают к виселице.
Узнав об аресте, Гийом, несмотря на несходство их характеров, всё же испытывающий нежные чувства к брату, решает освободить Жюльена, но слишком дорогой ценой: охрана замечает побег, Гийом уговаривает Жюльена сбежать, а сам попадает в руки полиции (подлога никто не замечает). Наступает день казни. Гийом поднимается на эшафот, и его вешают. Однако, спустя какое-то время в доме маркиза де Вигоня, где устроен праздник в связи с этим замечательным событием, объявляется Жюльен в образе Чёрного Тюльпана. Затем в провинцию приходят известия о взятии Бастилии, и всё третье сословие выходит на улицы, а аристократы в панике покидают город. Ля Муш погибает, спасаясь от лошади Гийома, и весь город празднует свершение французской революции. В финале Жюльен, танцуя с Каролиной, пытается ей объяснить, что он не Гийом, но она этого не понимает.

## В ролях
- Ален Делон — Гийом де Сен-Прё / Жюльен де Сен-Прё (дублирует Василий Лановой)
- Вирна Лизи — Каролина (Каро) Плантен (дублирует Тамара Сёмина)
- Доун Аддамс — маркиза Катрин де Вигонь (дублирует Серафима Холина)
- Аким Тамиров — маркиз де Вигонь (дублирует Евгений Весник)
- Адольфо Марсильяк — барон Ля Муш (дублирует Всеволод Ларионов)
- Франсис Бланш — Плантен
- Робер Мануэль — князь де Гразийяк (дублирует Владимир Кенигсон)

## Некоторые исторические ошибки
Фильм не претендует на историческую достоверность, являясь скорее романтической комедией, помимо деятельности полностью вымышленных главного героя и его друзей, будто бы обеспечившей успех революции, есть и иные несоответствия. Например, должность префекта во Франции была введена уже после революции, при Наполеоне.